# Kenny Ortega
Kenneth John Ortega, detto Kenny (Palo Alto, 18 aprile 1950), è un produttore cinematografico, regista e coreografo statunitense.
I suoi lavori come direttore e coreografo in film e programmi TV hanno inizio nei primi anni ottanta. Kenny Ortega ha curato la regia e le coreografie della trilogia di High School Musical, con Zac Efron e Vanessa Hudgens. È inoltre famoso per aver collaborato con Michael Jackson, nei suoi Dangerous World Tour, HIStory World Tour e Michael Jackson & Friends, e in quello che avrebbe dovuto essere il suo ultimo tour, This Is It, mai effettuato a causa della sua prematura scomparsa nel 2009.

## Biografia
Inizia a lavorare nel mondo del cinema come coreografo nel 1980, quando lavora al film Xanadu. Negli anni successivi continua a lavorare in tale ambito sia per produzioni cinematografiche che per produzioni televisive. Nel 1989 cura per la prima volta le coreografie di una tournée musicale, lavorando per il Heart of Stone Tour di Cher. Nel 1992 debutta come regista dà il via a una lunga collaborazione con la Disney dirigendo il lungometraggio Gli strilloni. Nel 1993 dirige sempre per la Disney la commedia fantastica Hocus Pocus, un'opera accolta negativamente dalla critica ma destinata a diventare un film di culto nel corso dei decenni, al punto da portare alla realizzazione di un sequel pubblicato 29 anni dopo rispetto all'opera originaria. Negli anni successivi lavora come coreografo per artisti come Michael Jackson e Gloria Estefan.
Nel 2002 cura le coreografie della cerimonia d'apertura delle Olimpiadi: per tale ruolo Ortega vince due Emmy Awards nelle categorie Outstanding Choreography e Outstanding Directing for a Variety Series. Negli anni successivi rafforza la collaborazione con la Disney su più fronti: dirige e cura le coreografie di tutti i capitoli del franchise High School Musical, oltre che del relativo tour: per tale ruolo viene onorato con numerosi premi, tra cui un altro Emmy Award, un ALMA Award e un Young Artist Award per l'opportunità da lui data a vari giovani artisti. Cura inoltre le coreografie dei tour di artisti musicali lanciati dalla Disney come Miley Cyrus e Nel 2009 avrebbe dovuto curare le coreografie del tour di Michael Jackson This Is It, il quale non è stato tuttavia realizzato a causa della prematura scomparsa dell'artista: Ortega ha comunque modo di dirigere il film Michael Jackson's This Is It, in cui viene mostrata anche la preparazione del tour mai eseguito.
Nel corso del decennio successivo, Ortega porta avanti la collaborazione con la Disney dirigendo e curando le coreografie di tutti i capitoli del franchise di Descendants. Nel 2019 viene onorato con una stella nella Walk of Fame e riceve il titolo di "leggenda Disney" durante i D23.

## Filmografia

### Regista

#### Cinema
- Gli strilloni (Newsies, 1992)
- Hocus Pocus (1993)
- High School Musical 3: Senior Year (2008)
- Michael Jackson's This Is It (2009)

#### Televisione
- Hull High – serie TV, episodi 1x1-1x2-1x5 (1990)
- High School Musical – film TV (2006)
- Cheetah Girls 2 – film TV (2006)
- High School Musical 2 – film TV (2007)
- Descendants – film TV (2015)
- Rocky Horror Pictures Show. Let's do the time warp again! – film TV (2016)
- Descendants 2 – film TV (2017)
- Under the Sea: A Descendants Short Story – cortometraggio TV (2018)
- Descendants 3 – film TV (2019)
- Julie and the Phantoms – serie TV (2020)

### Coreografo
- Xanadu (1980)
- Marilyn: An American Fable (1983)
- Una pazza giornata di vacanza (1986)
- Pretty in Pigs (1986)
- Dirty Dancing - Balli proibiti (1987)
- Gli strilloni (1992)
- A Wong Foo, grazie di tutto! Julie Newmar (1995)
- Premi Oscar 2000 (2000)
- Cheetah Girls 2 (2006)
- The Boy from Oz (2006)
- High School Musical (2006)
- High School Musical 2 (2007)
- Best of Both Worlds Tour (2008)
- High School Musical 3: Senior Year (2008)
- Footloose (2008)
- Descendants (2015)
- Descendants 2 (2017)
- Descendants 3 (2019)
- Julie and the Phantoms (2020)

## Direttore
- Cher - Heart of Stone Tour (1989-1990)
- Gloria Estefan - Into The Light World Tour (1991-1992)
- Michael Jackson - Dangerous World Tour (1992-1993)
- Gloria Estefan - Evolution World Tour (1996–1997)
- Michael Jackson - HIStory World Tour (1996–1997)
- Michael Jackson - Michael Jackson & Friends (1999)
- Gloria Estefan - Live & Unwrapped (2003)
- Gloria Estefan - Live & Re-Wrapped Tour (2004)
- The Boy from Oz (2006)
- High School Musical - The Concert (2006–2007)
- Miley Cyrus - Best of Both Worlds Tour (2007–2008)
- Michael Jackson - This Is It (2009–2010, cancellato)

## Produzioni
- High School Musical (2006)
- High School Musical 2 (2007)
- High School Musical 3 (2008)